# Зажигательная бомба

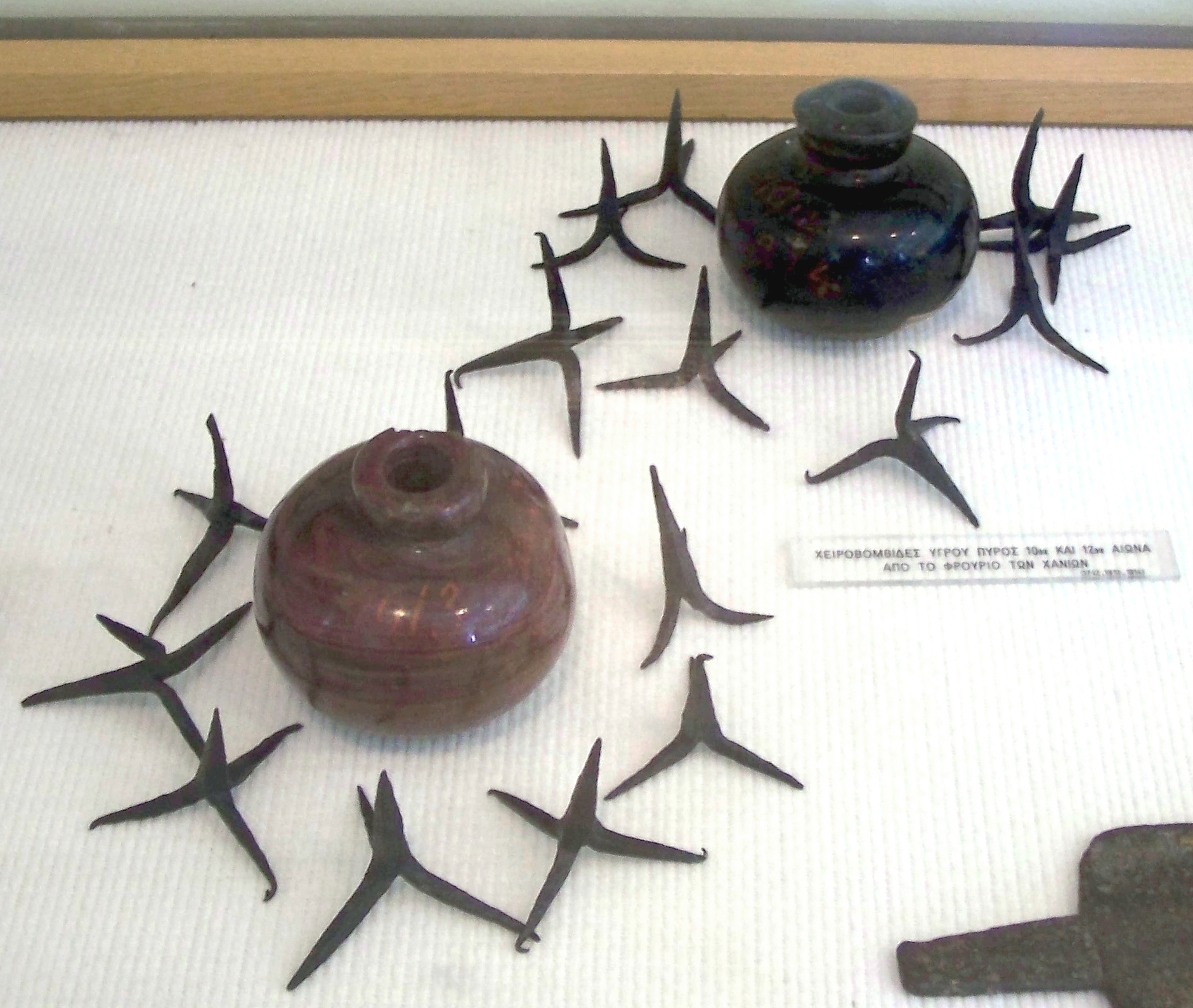
Ручные зажигательные бомбы (гранаты) и чеснок арсенала Ханьи, X и XII век.

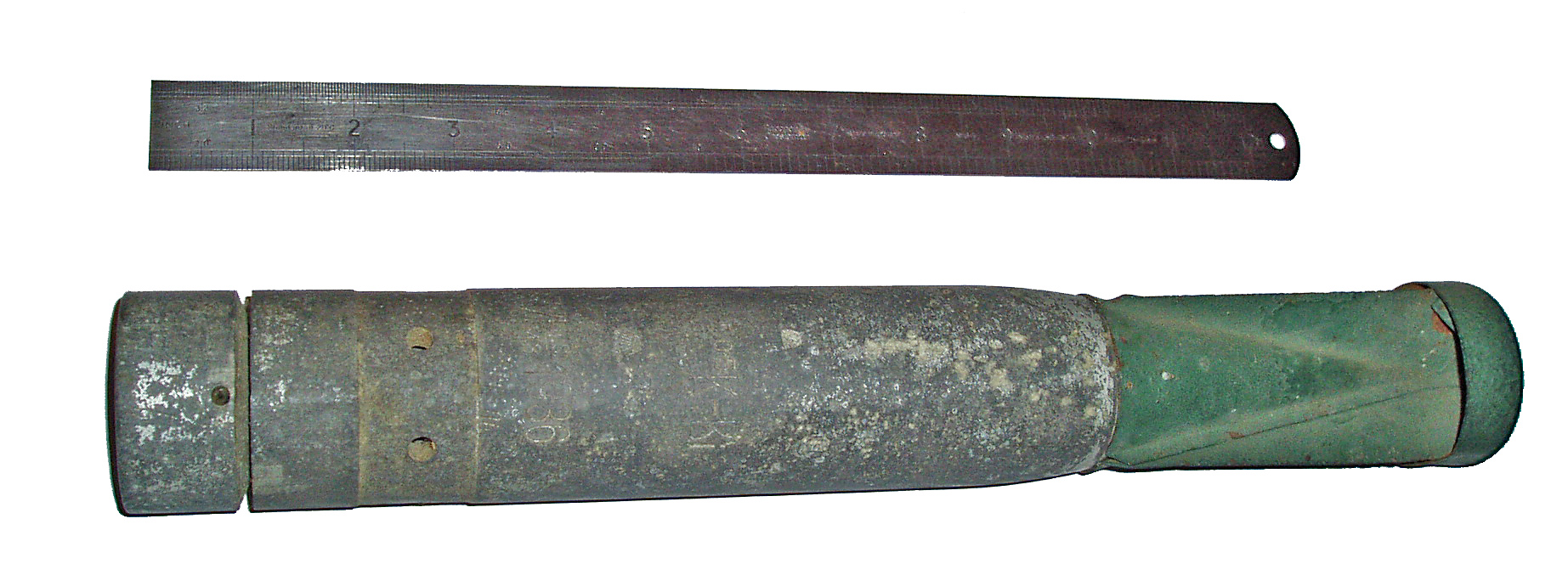
Немецкая зажигательная бомба времен Второй мировой войны.

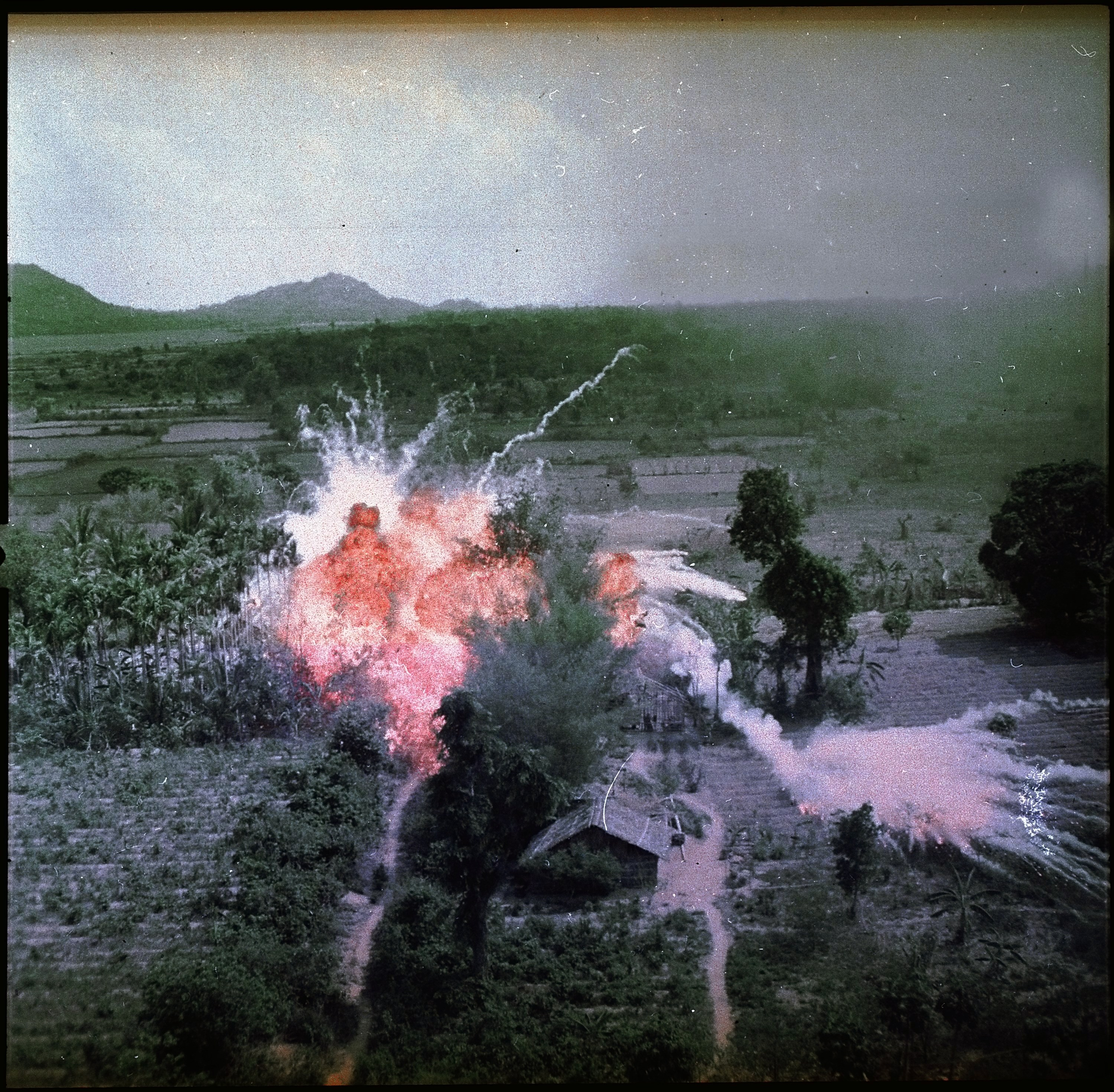
Американская авиация уничтожает напалмом позиции вьетконговцев, 1965 год.

Зажигательные бомбы — боеприпас (бомба), предназначенный для вызывания пожаров и разрушения оборудования воздействием высоких температур. Для начинки её используются такие материалы как напалм, термитная смесь, трифторид хлора или белый фосфор.

## История
Д. Д. Мерфи[кто?] проследил историю воздушных судов (военно-воздушных судов) от использования воздушных змеев китайскими военными для связи и измерения расстояний, начиная уже со II века до н.э. до наших дней.
В Европе использование воздушного судна — змея для сброса зажигательной бомбы на город изображено впервые в книге 1326 года, хотя и не ясно, отражает ли рисунок реальное событие или нет.

## После Второй мировой войны
Современные зажигательные бомбы обычно снаряжены термитом, сделанным из алюминия и оксида железа. Также могут использоваться пирофорные материалы, в частности металлоорганические соединения (алкил- и арил- производные алюминия, магния, бора, цинка, натрия, лития).
Во время вьетнамской войны США разработали кассетный боеприпас CBU-55 с объемно-детонирующими элементами[значимость факта?].
Напалм более не используется США, но бомба Mark 77, снаряжаемая керосином, ещё находится на вооружении. Около 500 ед. Mark 77 использовалось в операциях «Буря в пустыне» и «Iraqi Freedom».

### В России
Министерство обороны России отрицало использование зажигательных бомб в Сирии. При этом российский телеканал RT неоднократно распространял видео с подвешенными на бомбардировщиках Су-34 на авиабазе Хмеймим бомбовыми кассетами РБК-500, снаряжёнными зажигательными бомбами ЗАБ-2,5СМ.